# Educación Cívica en Chile
La educación cívica es aquella enseñanza centrada en las nociones de identidad ciudadana, estableciendo la noción de derechos y deberes de los sujetos. Se estableció en el currículum chileno el año 1901, bajo  la administración del presidente Germán Riesco Errázuriz debido a la necesidad de promover el sentimiento patrio en los jóvenes.
Su objetivo principal era que a los jóvenes se les enseñara sobre la noción de estado y su historia, los derechos y deberes ciudadanos y la organización del Estado. Dentro de los libros que se ocupaban para la enseñanza de esta asignatura, el principal era la  Cartilla de Educación Cívica del académico Malaquías Concha.

## Historia de la educación cívica
Los antecedentes de la Educación cívica se remontan a los últimos años del siglo XIX.  Durante la época, surgieron diversas reflexiones sobre el sistema educacional chileno y la falta de identidad de los jóvenes. 
En el siglo XX, durante el gobierno de Germán Riesco Errázuriz se decide incorporar la Educación cívica en el currículum de Historia y Geografía, siendo sus principales contenidos: la noción de patria, la organización de estado y los derechos y deberes.
La principal estrategia para promover estos valores fue  la enseñanza de la historia nacional⁣, ya que su principal función era generar una identidad de patriota, recurriendo a lecciones sobre acontecimientos históricos relevantes, emblemas patrios, los héroes patrios, entre otros. Gracias a esto la asignatura reforzó el sentido de pertenencia con la comunidad.
Otra forma de transmitir estos contenidos fue a través de la celebración de actos conmemorativos  en las escuelas. Esta asignatura tuvo una serie de cambios a lo largo del siglo XX y hasta el día de hoy no ha estado exenta de debates y controversias acerca de su finalidad.

## Transformaciones curriculares
Durante Dictadura Militar la enseñanza de la Educación Cívica experimentó una serie de cambios. Una de las principales transformaciones fue su nombre, pasando a llamarse "Educación cívica y Economía" e impartiéndose en los niveles de Primero y Segundo Medio, 3 horas a la semana.
En ese periodo, su propósito fue  impartir conocimientos sobre la reciente Constitución, el funcionamiento del sistema político y económico, y los Derechos fundamentales. Luego, en el año 1984 la asignatura se dividió en dos y se impartió de esta forma: 
- Educación cívica se impartía en 3° medio.
- Economía en 4° medio.

En ambos niveles se impartían por 2 horas semanales.

## Fin de la Educación Cívica
En el año 1998, la Educación Cívica dejó de ser una asignatura independiente, y pasó a llamarse Formación ciudadana. Con esta nueva denominación, se pretende enfatizar en que su propósito no es sólo conocer el sistema político, los deberes y derechos o promover el sentimiento patrio, sino formar en el desarrollo de habilidades de Alfabetización mediática, pensamiento crítico, entre otras.